# Rue Jules-Chaplain
La rue Jules-Chaplain est une voie située dans le quartier Notre-Dame-des-Champs du 6e arrondissement de Paris.

## Situation et accès
La rue Jules-Chaplain est une voie publique située dans le 6e arrondissement de Paris. Elle débute au 60, rue Notre-Dame-des-Champs et se termine au 21, rue Bréa.
Elle est desservie à proximité par la ligne 4 à la station Vavin.

## Origine du nom

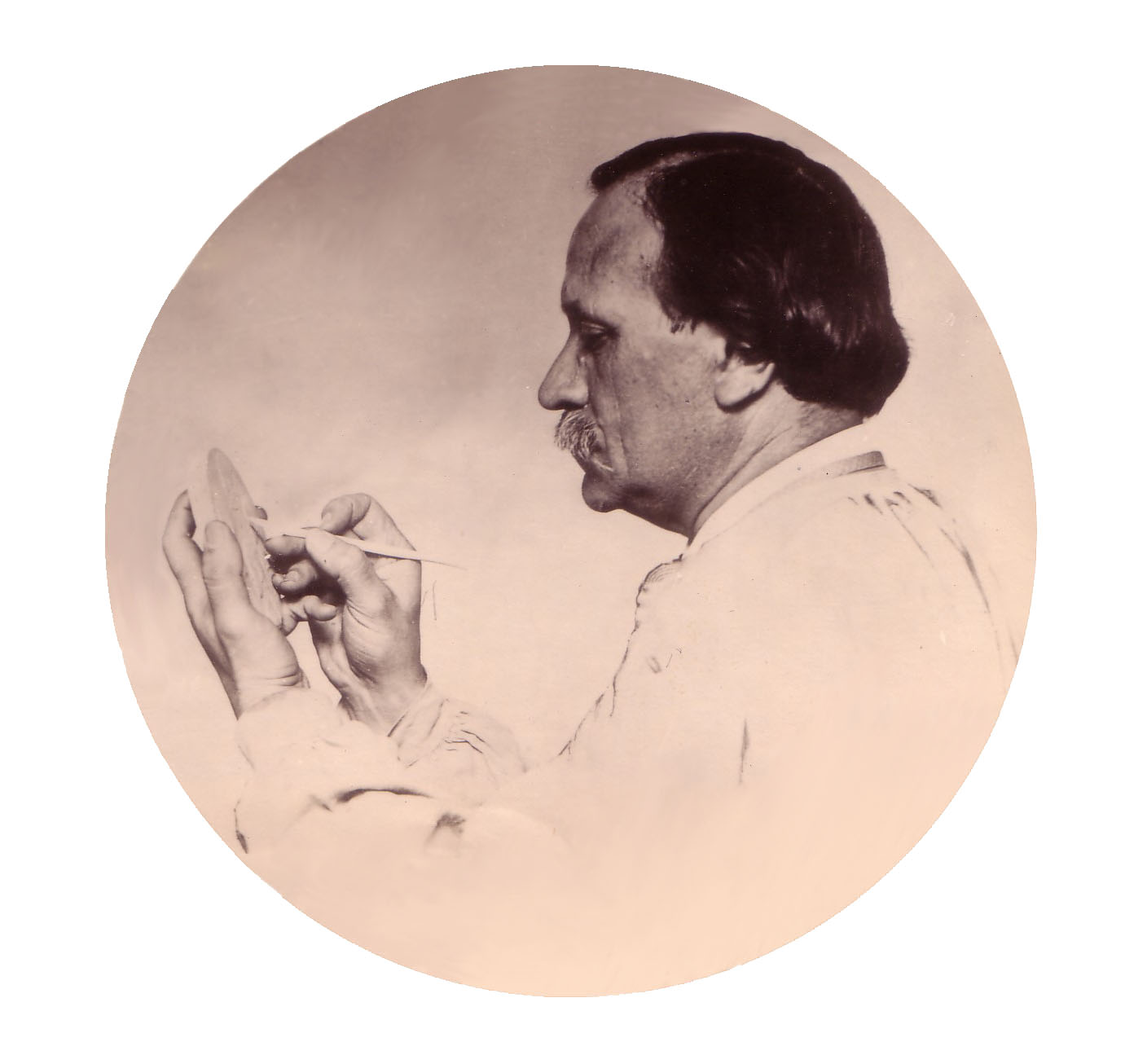
Portrait de Jules Chaplain gravant une médaille.

Elle porte le nom du sculpteur et graveur médailliste Jules Chaplain (1839-1909).

## Historique
Anciennement dénommée « passage Stanislas », la rue prend son nom actuel en 1913 puis est classée dans la voirie parisienne par un arrêté du 15 juin 1966.

## Bâtiments remarquables et lieux de mémoire
- No 2 : le sculpteur Jean Gautherin (1840-1890) y avait son domicile, où il mourut.
- No 5 : le poète René Char y réside lors de ses séjours à Paris à l'Hôtel Lutèce : c'est à cette adresse qu'Albert Camus lui écrit à partir de janvier 1950. Jusqu'en 1948, René Char avait habité rue Jules-Chaplain chez sa première épouse, Georgette, dont il divorce en 1949, louant aussi une chambre à l'Hôtel Montalembert[2].
- No 6 : en 1896, le peintre Auguste Allongé (1833-1898) y avait son atelier. C'est à cette même adresse que se trouvait l'Académie scandinave, ateliers de peinture et sculpture.
L'architecte Louis Arretche avait son agence parisienne dans cet immeuble.
- No 11 : le peintre Carolus-Duran (1837-1917) y réside en 1910[1].
En 1930 y ouvre le cinéma Studio de Paris, renommé Studio-Parnasse en 1931, 14 Juillet-Parnasse en 1976 puis MK2 Parnasse en 1998[3].
L'adresse a aussi accueilli dans ses caves la boîte de jazz L'Aéroport, dans laquelle se produisit notamment Django Reinhardt dans les années 1930. Elle est reprise par Lydie Bastien, qui crée le Jacky's Bar sous la direction de Jacky Kennedy, et qui devient le Jacky's Farwest Saloon, puis The Barbary Coast Saloon, avant d'être Le Boucanier, temple de la musique punk.
Dans l'atelier du 1er étage fut tournée une scène de La Boum en 1980, film de Claude Pinoteau avec Sophie Marceau.
- No 11 bis : Hôtel Chaplain Rive Gauche, trois étoiles, boutique, hôtel de charme de 25 chambres. Jacques-Laurent Bost et Olga Kosakiewicz y sont domiciliés en 1946.
- Le peintre Henri Harpignies (1819-1916) a résidé dans cette rue dans les années 1860-1870[4].
- L'écrivain Paul Léautaud (1872-1956) y demeura jusqu'en 1911, pour s'installer ensuite à Fontenay-aux-Roses.
- La sculptrice Juana Muller, originaire du Chili, s'installe en 1937 dans un studio de la rue Jules-Chaplain[5].

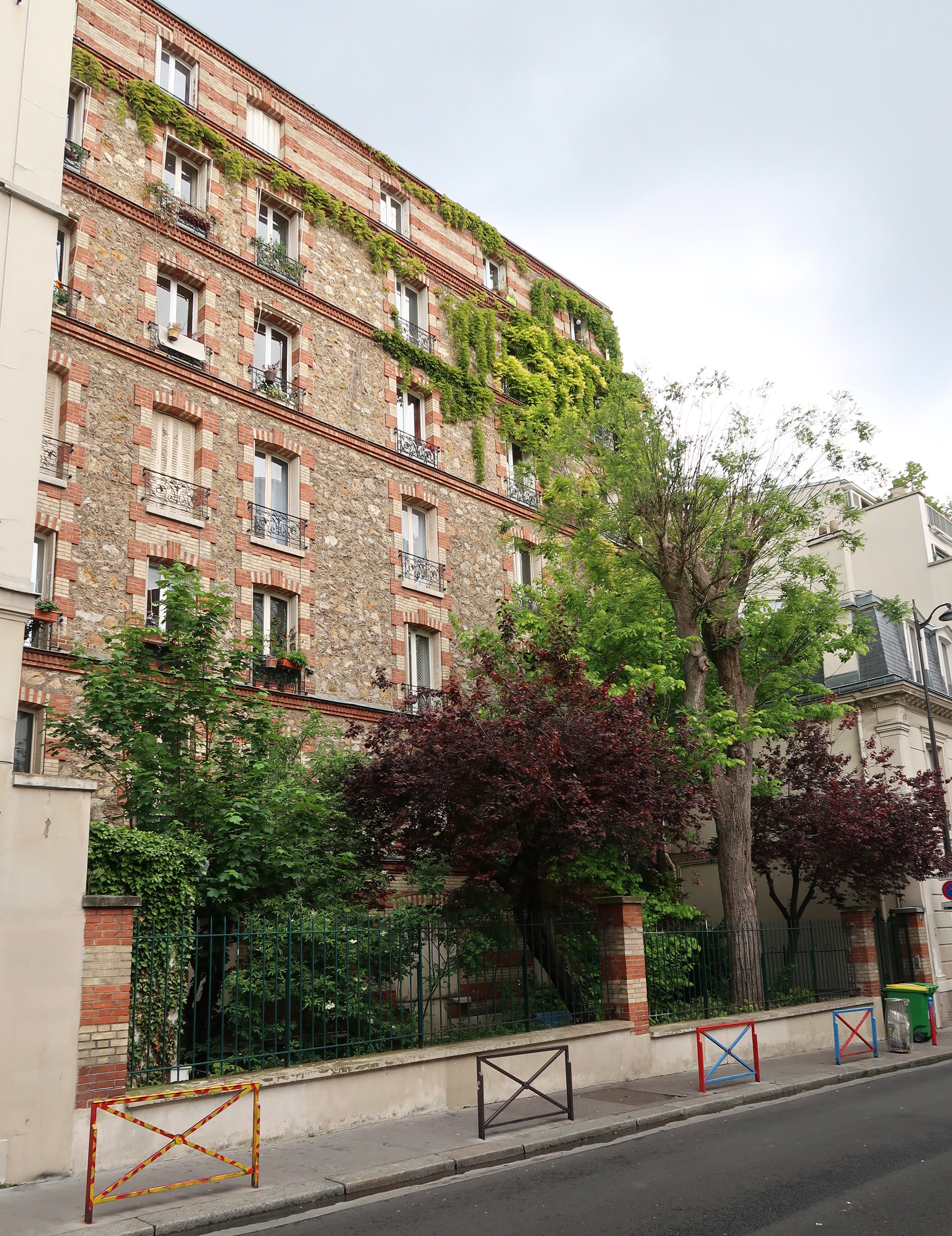
No 4 bis.
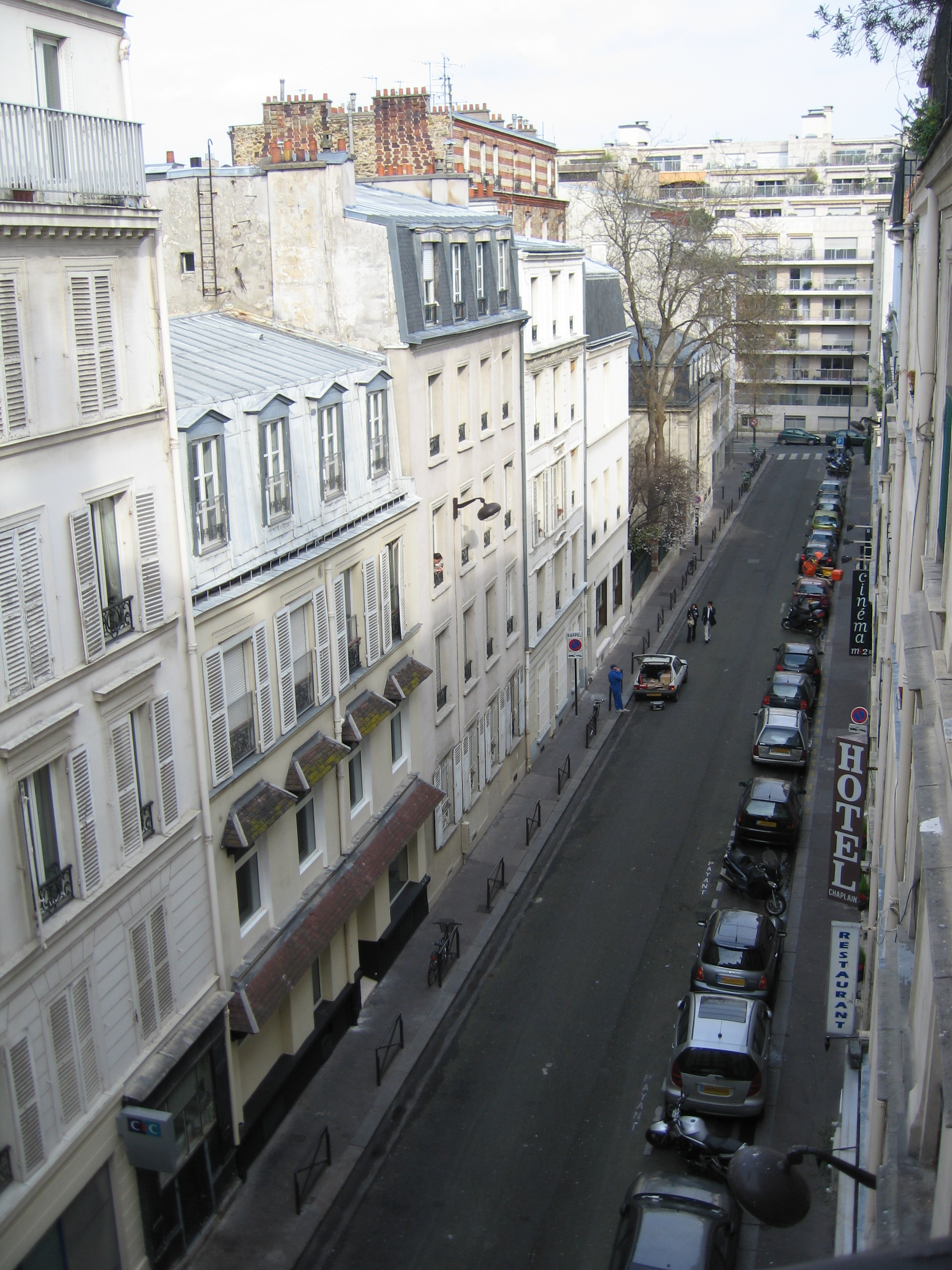
Vue de la rue depuis ses derniers numéros.